# FC Nikol Tallinn
El FC Nikol Tallinn fou un club de futbol estonià de la ciutat de Tallinn.

## Història
El club va ser format el 1992 a partir del TVMK Tallinn (anomenat TVMV Tallinn en aquell moment). El club visqué durant dos anys i guanyà la copa estoniana la temporada 1992-93. Desaparegué el 1994, quan a partir del Nikol es fundà el Lantana Tallinn.

## Palmarès
- Copa estoniana de futbol: 
  - 1992-93

## Temporades
| Any     | Lliga | Posició | Gols +/- | Punts |
| ------- | ----- | ------- | -------- | ----- |
| 1992-93 | I     | 3       | +41      | 33    |
| 1993-94 | I     | 3       | +30      | 33    |

## Nikol Tallinn a Europa
- 1Q = Primera ronda de qualificació

| Temporada | Competició                | Ronda | País    | Club          | Marcador |
| --------- | ------------------------- | ----- | ------- | ------------- | -------- |
| 1993-94   | Recopa d'Europa de futbol | 1Q    | Noruega | Lillestrøm SK | 0-4, 1-4 |